# (14621) Tati
(14621) Tati ist ein Asteroid des inneren Hauptgürtels, der am 22. Oktober 1998 vom australischen Amateurastronomen John Broughton am Reedy-Creek-Observatorium (IAU-Code 428) entdeckt wurde. Das Observatorium befindet sich im Ortsteil Reedy Creek der Stadt Gold Coast in Queensland. Sichtungen des Asteroiden hatte es vorher schon im August und September 1983 unter der vorläufigen Bezeichnung 1983 QA1 am Palomar-Observatorium in Kalifornien gegeben.
Der Asteroid wurde am 9. Mai 2001 nach dem französischen Drehbuchautor, Schauspieler und Regisseur Jacques Tati (1907–1982) benannt. In der Widmung besonders hervorgehoben wurde Tatis Film Tatis Schützenfest (Jour de Fête) aus dem Jahre 1949.